# Unión Canaria

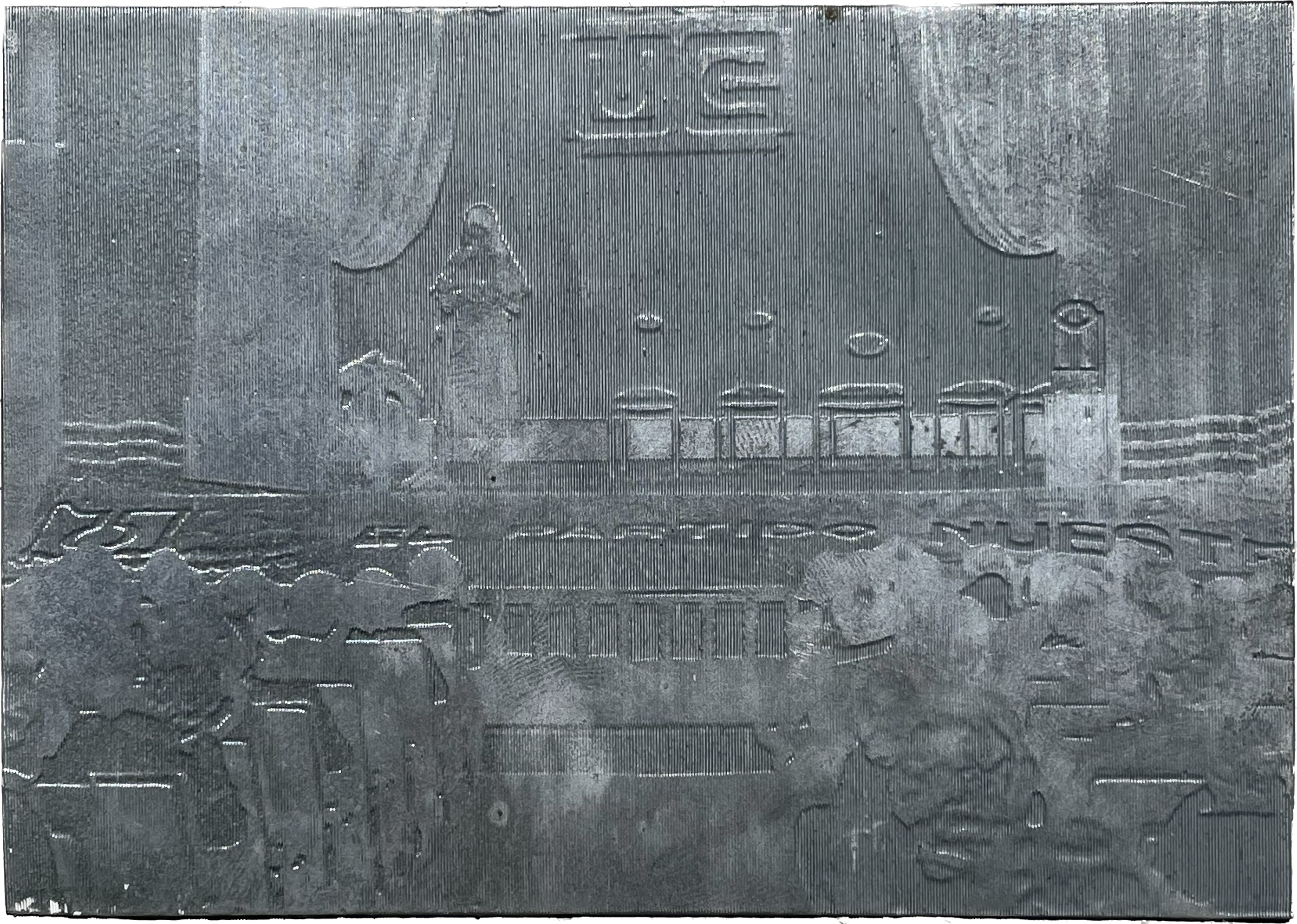

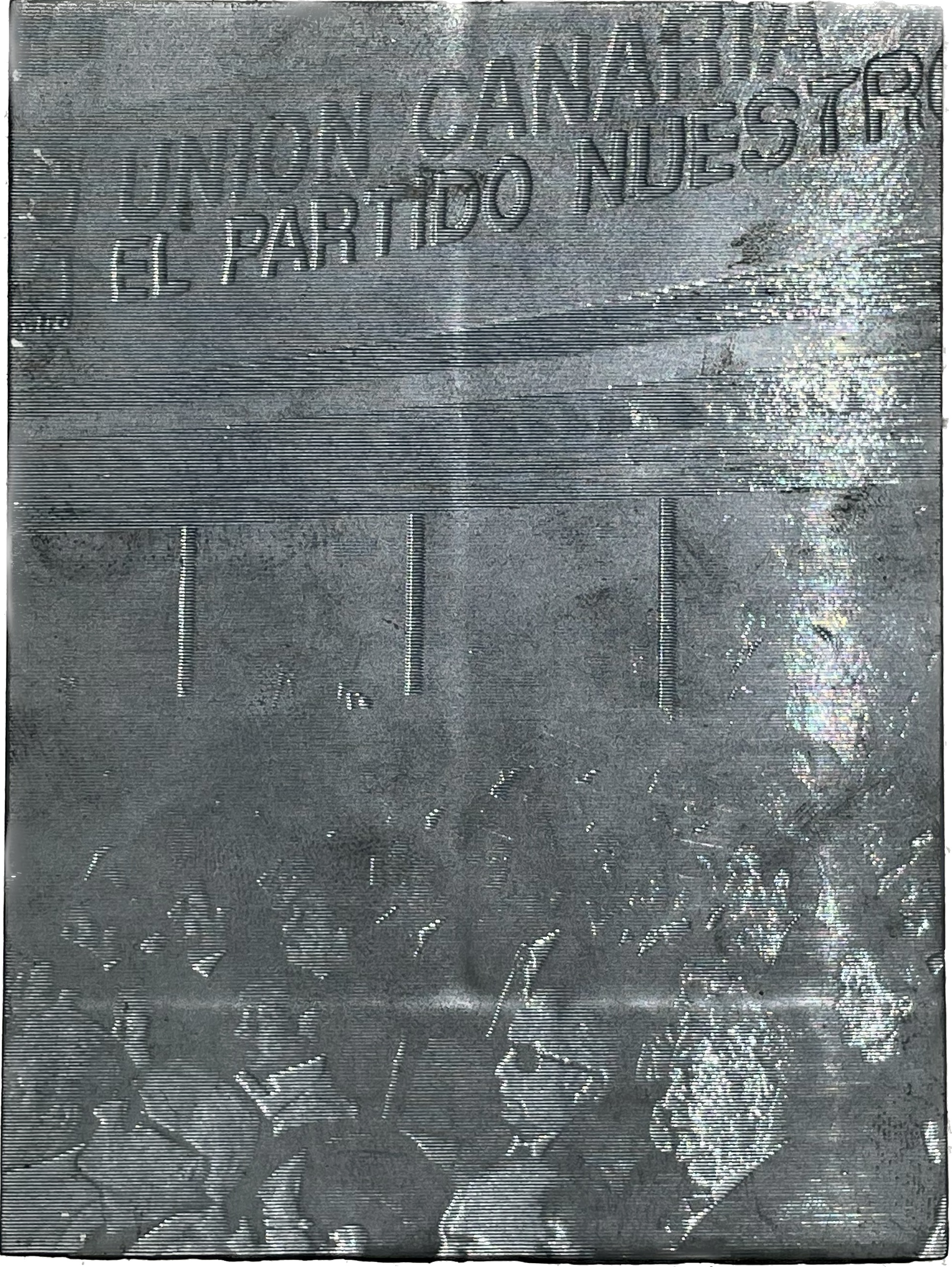

Unión Canaria (UC) fue un partido político español de ámbito regionalista y socialdemócrata canario, fundado y dirigido por Lorenzo Olarte y Fernando Bergasa Perdomo.

## Historia
El partido fue presentado oficialmente el 19 de febrero de 1977 en un acto realizado en un cine de Las Palmas de Gran Canaria y encabezado por su fundador Lorenzo Olarte Cullén. El partido era definido de centro con tendencia socialdemócrata.
En las elecciones generales de 1977 formó parte de la coalición de Unión de Centro Democrático, logrando 2 diputados.
El 2 de noviembre de 1978 se disolvió para fusionarse en el partido Unión de Centro Democrático.